# Rancho La Ballona
Il Ranchos La Ballona era un Rancho della California. Una concessione terriera con un'estensione di 56,3 Km quadrati che oggi si trova dove sorge la Contea di Los Angeles.
Fu concessa dal governatore Juan Bautista Alvarado nel 1839 a Ygnacio e Augustin Machado ed a Felipe e Tomas Talamantes.
Alle due famiglie Machado e Talamantes era già stata data una concessione spagnola a far pascolare il loro bestiame su questa terra nel 1819.

## Storia
La concessione si estendeva dalla costa del mare dove oggi sorgono Mar Vista, Westside Village, Palms e Culver City e da nord a Pico Boulevard a Santa Monica, e verso sud a Playa del Rey.
Augustin Machado e Felipe Talamantes avevano già ricevuto una concessione nel 1819 per il Rancho de Los Quintos a Santa Barbara, ma nel 1821 ne chiesero un'ulteriore che ricevettero dal comandante militare José de la Guerra y Noriega per far pascolare il bestiame sul Rancho La Ballona.
Nel 1839 la concessione di questo territorio fu confermata dal governatore Alvarado.
Con la cessione della California agli Stati Uniti a seguito della guerra messico-statunitense del 1848 grazie al
Trattato di Guadalupe Hidalgo le concessioni terriere furono onorate. Come richiesto dal Land Act del 1851 le famiglie Machados e talamantes depositarono la loro richiesta per il Rancho La Ballona che fu approvato nel 1854.